# サカエチカ

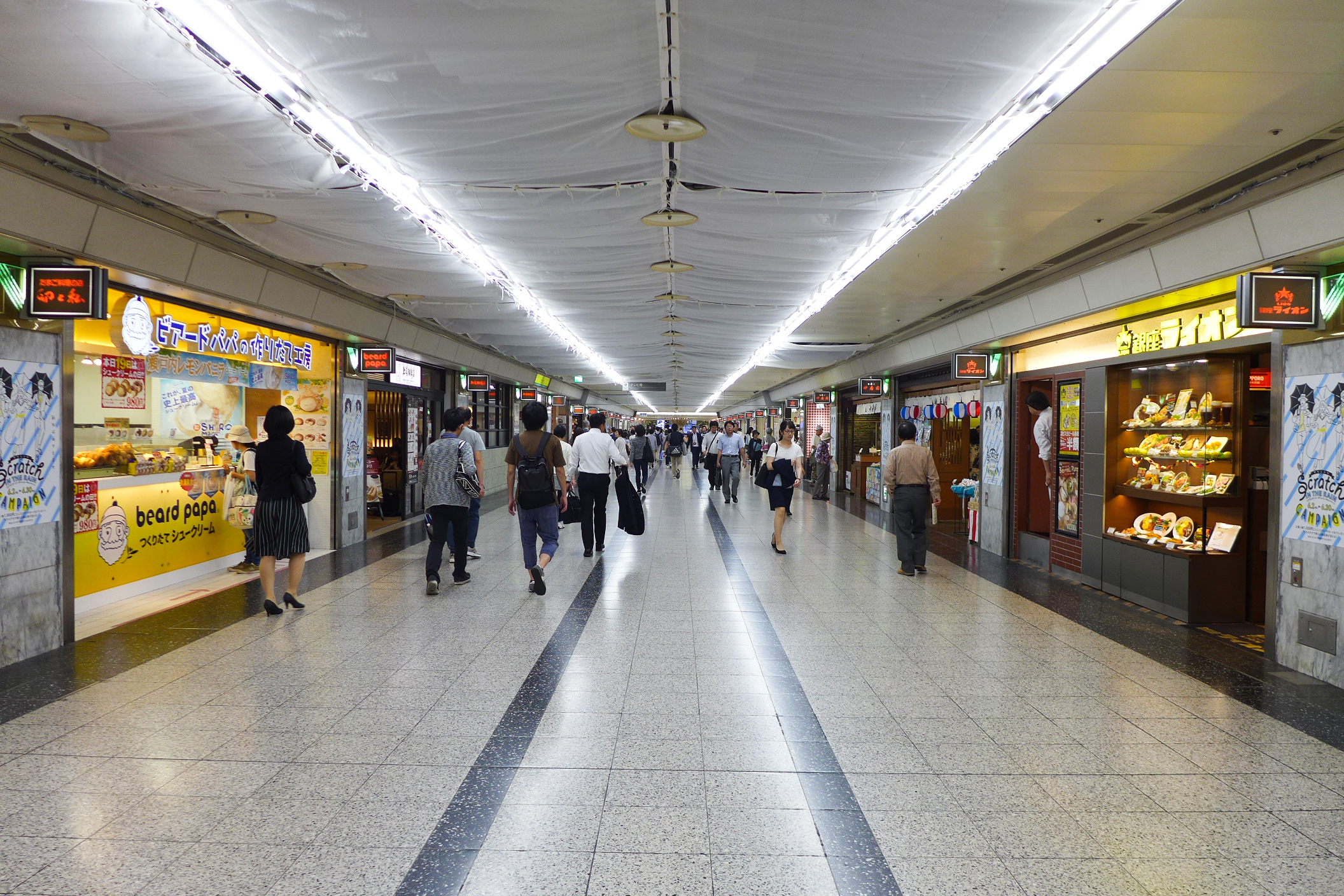
サカエチカ

サカエチカとは、愛知県名古屋市中区栄にある地下街である。管理はサカエチカマチ株式会社が行っている。

## 概要
1969年（昭和44年）11月に開業した、名古屋のメインストリート広小路通（愛知県道60号名古屋長久手線）の下に広がる地下街である。名古屋市営地下鉄（名古屋市交通局）東山線・名城線 栄駅、名鉄瀬戸線 栄町駅が最寄り駅となる。
丸栄・スカイル・名古屋三越と接続し栄町商店街の主要店舗を接続する役割を果たしていると共に、森の地下街経由で地下鉄東山線北側に位置するセントラルパーク地下街とも接続する形となっている。地下鉄名城線 栄駅の上に建設された森の地下街南一番街 - 南四番街とは段差なく接続しており、それぞれの地下街の運営主体が異なることを知らない場合、違いに気づくことは難しい。
サカエチカ中央部の中央広場には、カガミクリスタル株式会社のガラス工芸家各務満製作のオブジェ『シャトークリスタル』が展示されていたことから、同広場は1977年（昭和52年）に一般公募により「クリスタル広場」と命名された。ちなみに、同オブジェは1999年（平成11年）の改装時にステンドグラス工芸家の安河内敦子製作のオブジェ『光彩』に変更されている。このオブジェは、2016年（平成28年）の地下街リニューアル工事までの長期にわたり、名古屋栄地区における著名な待ち合わせ場所となっていた。
上記のリニューアル計画に先立ち、2017年（平成29年）5月29日付で、創業以来の事業者名「栄地下センター株式会社」を「サカエチカマチ株式会社」に変更したが、地下街の名称は「サカエチカ」のまま変更されていない。
2019年（令和元年）11月11日に正式にリニューアルオープン。クリスタル広場には4台の大型LEDディスプレイが設置され、季節の風景が映し出されている。2023年（令和5年）6月1日から大同特殊鋼のネーミングライツ取得により「大同特殊鋼 Phenix スクエア」の名称が付いている。

## 備考
広小路通（愛知県道60号名古屋長久手線）地下のサカエチカ最西端は栄町ビル（名古屋国際ホテルが入居）の地下駐車場と段差無しで繋がっている。サカエチカ内　クリスタル広場南側に入居していた日産名古屋ギャラリーの展示車両を入れ替える際には、この駐車場から人力でギャラリーまで搬入・搬出していた。なお、日産ギャラリーは2013年（平成25年）5月6日をもって営業を終了し、同年9月14日には跡地にNTTドコモの最新スマートフォンが体験できる施設「ドコモスマートフォンラウンジ名古屋」がオープンした。
栄交差点地下では南北方向に伸びる森の地下街に繋がっている。

## 所在地
- 愛知県名古屋市中区栄三丁目4番6号先（の道路の地下）